# ОШ „Милунка Савић” Витановац
ОШ „Милунка Савић” је осмогодишња школа која се налази у Витановцу, насељеном месту града Краљева и функционише у оквиру образовног система Републике Србије. Отворена је 1960, а од 2013. године носи име учеснице Балканских и Првог светског рата, Милунке Савић.
Поред матичне школе, у оквиру образовне установе функционишу и четири издвојена одељења, у Стублу, Чукојевцу, Шумарицама и Милавчићима.

## Историјат

### Оснивање
Прва школа у Витановцу, основана по завршетку Првог светског рата, са радом је почела 1922. године. На иницијативу тадашњег председника општине, Исидора Живковића, изграђена је привремена зграда у којој је смештена школа. Настава се касније одржавала у згради купљеној од свештеника Трифуна Марића, а први учитељ био је Љубинко Ђоковић. Школа каква данас постоји, саграђена је након Другог светског рата, а отворена је 1960. године. Први директор те установе био је Мирољуб Арсенијевић, а на тој функцији наследио га је Борисав Максић.
Школа у Чукојевцу подигнута је 1946. године и важила је за једну од најстаријих у Гружанском срезу. Здање саграђено 40 година касније задржало је своју намену, а у то време окупљало је и децу из околних села. Школа у Стублу почела је са радом школске 1939/40. године. У први разред уписано је 60 ђака, а учитељи су били Емилија и Миливоје Тодоровић. Године 1981. године, у селу је отворена нова зграда. Дана 1. децембра 1944, донета је одлука о оснивању школе у Шумарицама. Двадесетог дана, истог месеца, у дрвену бараку ушло је 70 ђака, са учитељицом Наталијом Аћимовић. Шездесетих година 20. века, са радом је почела и школа у Милавчићима.

### Школа у 21. веку
Године 2010, 3. новембра, територију града Краљева погодио је разоран земљотрес, чији је епицентар био у долини реке Груже и то у Витановцу, Витковцу и Стублу. Зграда школе у Витановцу од потреса је претрпела озбиљнија оштећења, због којих је процењена као небезбедна за употребу. Радови на санацији објакта изведени су уз значајна финансијска улагања, а средства су прикупљена из донација.
Од отварања постојећег објекта, 1960, школа је носила назив „25. мај.” Године 2013, школа је понела име Милунке Савић, учеснице Балканских и Првог светског рата. Тиме је постала прва школа у Србији названа по њој. Београдски ликовни уметник, Милан Милосављевић Дерокс, насликао је мурал Милунке Савић на зиду школе.